# Relaxationsmethode
Relaxationsmethoden (oder Relaxationsverfahren) verwendet man in der Chemie zur Untersuchung der Kinetik von sehr schnellen Reaktionen. Erstmals eingeführt wurden diese etwa 1950 von Manfred Eigen. Für die Entwicklung dieser Verfahren wurde im Jahr 1967 der Nobelpreis für Chemie an Manfred Eigen, Ronald George Wreyford Norrish und George Porter vergeben.
Der zeitliche Verlauf (die „Kinetik“) von chemischen Reaktionen mit charakteristischen Reaktionszeiten im Millisekundenbereich oder darunter lässt sich mit konventionellen Methoden wie dem Mischverfahren kaum beobachten; stattdessen können Relaxationsmethoden verwendet werden. Hierbei werden die Reaktanten zunächst vermischt, worauf sich schnell ein Reaktionsgleichgewicht einstellt. Dann wird das Gleichgewicht des Systems durch eine schockartige Änderung einer physikalischen Größe gestört. Nach dieser plötzlichen Änderung strebt das System danach, das neue Gleichgewicht zu erreichen, also zu relaxieren (und zwar mit einer für den jeweiligen Vorgang charakteristischen Geschwindigkeit). Die Einstellung des neuen Gleichgewichts kann mit geeigneten Mitteln (z. B. spektroskopisch) verfolgt werden.

## Konzentrationsverlauf
Ist die Verschiebung des Gleichgewichts klein, so folgt die Einstellung des neuen Gleichgewichts stets einem Gesetz erster Ordnung (unabhängig von der tatsächlichen Kinetik der Hin- und Rückreaktion!). Aus den Messergebnissen lässt sich daher die Geschwindigkeitskonstante der untersuchten Reaktion ermitteln.
Wurde die Konzentration einer für das Gleichgewicht charakteristischen Komponente zum Zeitpunkt {\displaystyle t=0} um {\displaystyle \Delta c_{0}} verschoben, so gilt für die Verschiebung zum Zeitpunkt {\displaystyle t} (sofern die Abweichung vom Gleichgewicht gering ist, der „Sprung“ also nicht zu groß war):
{\displaystyle \Delta c(t)=\Delta c_{0}\cdot e^{-t/\tau }}
Dabei ist {\displaystyle \tau } die Relaxationszeit des Systems. Aus {\displaystyle \tau } lassen sich die Geschwindigkeitskoeffizienten der Hin- und Rückreaktionen extrem schneller Prozesse berechnen.

## Eingesetzte Verfahren
Für die Relaxationsmethode geeignet sind prinzipiell physikalische Größen, die sich sprunghaft ändern lassen und von denen die Gleichgewichtskonstante {\displaystyle K} des Systems abhängt. Beispiele für verwendete Größen sind:
- Die Temperatur: Sehr schnelle Temperatursprünge kann man beispielsweise durch starke elektrische Entladungen durch das Reaktionsgemisch hindurch erzeugen; dieses Verfahren wird als Temperatursprungmethode bezeichnet.
- Der Druck: Schnelle Druckänderungen etwa durch Bersten des Reaktionsraumes in einen größeren Reaktionsraum werden in der sogenannten Drucksprungmethode ausgenutzt.
- Das elektrische Feld: Plötzliche Feldänderungen, zum Beispiel durch Abschalten einer Spannungsquelle in einem Elektrolyten, werden in der Feldsprungmethode eingesetzt.